# Efraín González Téllez
Efraín González Téllez (* 1933 in Jesús María; † 9. Juni 1965 in San José Obrero, Bogotá) war ein kolumbianischer Bandolero.

## Leben
Efraín Gonzalez Téllez wurde 1933 im Dorf Jesús María in der Nähe der Stadt Puente Nacional in der Provinz Veléz/Santander geboren.

### Kriminelle Laufbahn
1958 desertierte der Offizier González aus dem kolumbianischen Militär und rächte sich an den linksgerichteten Guerilleros, welche seine Mutter ermordeten. Er musste nach Quindío in die Region der Bandoleros fliehen und wurde Mitglied der Cuadrilla von Jair Giraldo. 1959 tötete er einen liberalen Journalisten und wurde vom Heer zum Staatsfeind erklärt. Zurück in Santander eroberte er mit Waffengewalt Land von der linken Guerillabewegung zurück und ließ den lokalen Warlord Carlos Bernal beseitigen, um seine Macht zu manifestieren.

### Aufstieg als Bandolero
Gonzalez war der unumschränkte Alleinherrscher seines „Imperio de la Violencia“ von der Provinz Vélez/Santander bis nach West-Boyacá. Seine Tapferkeit und Wildheit gegenüber seinen Feinden wurde Teil seines legendären Rufs.
Er wurde von vielen als sozialer Bandit und eine Art kolumbianischer Robin Hood gesehen, da er die Armen unterstützte. Seine Feldzüge und militärischen Aktionen richteten sich am Anfang stets gegen das Heer, politische Feinde und Kollaborateure.
Efráin Gonzalez, auch Juan Moreno, Juanito, in den Smaragdminen respektvoll Don Juan oder El Siete Colores genannt, war ein erzkonservativer und sehr religiöser Mann seiner Zeit. Lange Zeit wurde González von konservativen Politikern für seine Motive unterstützt, und auch die lokale katholische Kirche in Chiquinquirá, dem religiösen Zentrum Kolumbiens, trat als seine Verbündete auf.
Das Bündnis mit der konservativen Politik Kolumbiens weist deutliche Parallelen zur Biographie von Carlos Castaño auf, der ebenfalls von den Machteliten des Landes missbraucht und dann beseitigt werden sollte.
1960 äscherte das Heer das neue Haus seiner Familie in Chiquinquirá ein. González konnte entkommen, seine Verlobte, sein kleiner Sohn und 13 seiner Verwandten wurden enthauptet. Bevor man sie tötete, wurden die Frauen vor den Augen der Männer vergewaltigt. González schwor Rache und begann einen blutigen Rachefeldzug gegen die Liberalen, 1962 ließ er in einem der vielen Massaker 18 Personen niedermetzeln.
Es folgten weitere Massaker wie das Massaker von El Crucero oder das infame „Masacre de la Flota Reina“, als González einen Bus auf der Strecke von Albania nach Chiquinquirá überfiel und 24 Zivilisten tötete.

### Kontrolle der Smaragdminen
1960 ernannten ihn die Kaziken und Patrone der Smaragdminen zum obersten Kriegsherrn, unterstützt durch seinen Vasallen Humberto „El Ganso“ Ariza-Ariza, um Ordnung und Ruhe in die Region zu bringen. González und Ariza-Ariza verhalfen den Smaragdhändlern zur absoluten Kontrolle über die Minen von Muzo und entschärfte den Konflikt zwischen planteros (Bauern) und guaqueros (Schürfern). Außerdem war er von 1960 bis 1965 Friedensrichter der Region um San Pablo de Borbúr und entschied somit über Leben und Tod von Angeklagten. Es herrschte eine Atmosphäre der Angst und des Respektes ihm gegenüber. Eine große Anzahl Landloser oder durch den Bürgerkrieg der „Violencia“ Vertriebener, Glücksritter und Abenteurer siedelte sich in zahlreichen Hütten- und wilden Zeltlagern in der Smaragdregion an, um in den Minen den Fund ihres Lebens zu machen. Dies führte zu ständigen Spannungen und barg permanent ein großes Konfliktpotential, welches von Efráin González Telez durch ein schwerbewaffnetes Gleichgewicht des Schreckens in Zaum gehalten wurde.
1961 wurden in der Mine Peñas Blancas neue sensationelle Smaragdfunde gemacht und es kam zu weiteren Zuwanderungen, die von den Ansässigen mit Waffengewalt verteidigt wurden. Efráin beichtete einmal öffentlich unter Tränen vor einem Mikrofon seine Sünden vor einer großen Menschenansammlung und verkündete, seine gesamten Reichtümer den Armen zur Verfügung zu stellen. Diese Beichte verstärkte seine große Popularität noch mehr.
Der Krieg in den Smaragdminen eskalierte in der „Batalla de las Avispas“ (Schlacht der Wespen) und endete mit der Niederlage der Bandoleros gegen die kolumbianischen Streitkräfte.
1965 entführte er den Sohn des Millionärs „El Gallino“ Vargas, woraufhin ihm der kolumbianische Staat den Krieg erklärte.

### Verfolgung und Tod
González wurde von über 200 Soldaten in einer beispiellosen Jagd in der kolumbianischen Geschichte verfolgt und im Juni 1965 im Arbeiterviertel San José Obrero in Bogotá gestellt und erschossen. Die Meldung seines Todes wurde von den liberalen Zeitungen El Tiempo und El Espectador anders als im konservativen El Siglo verfasst. Unter einer großen Anzahl von Gefolgsleuten und Anhängern wurde der Bandit in Yopal beerdigt. Eine Inschrift berichtet spöttisch von der Jagd auf ihn: „Aquí combatió un oscuro criminal contra doscientos valerosos soldados colombianos. (Hier kämpfte ein dunkler Verbrecher gegen zweihundert tapfere kolumbianische Soldaten)“.

## Nachwirkungen
Das Haus, in dem González erschossen wurde, diente noch lange Zeit nach seinem Tod als Wallfahrtsort für seine Anhänger. Sein Tod führte zu einem Machtvakuum in der Smaragdregion und dem Ausbruch des Guerra Verde.

## Rezeption
Seine Taten wurden später vom argentinischen Filmemacher Dunav Kuzmanich im Drama Sietecolores und in einigen Telenovelas, wie z. B. Efráin von Jairo Anibal Niño aus dem Jahr 1980, glorifiziert.